# Sinocyclocheilus guilinensis
Sinocyclocheilus guilinensis är en fiskart som beskrevs av Ji, 1985. Sinocyclocheilus guilinensis ingår i släktet Sinocyclocheilus och familjen karpfiskar. Inga underarter finns listade i Catalogue of Life.